# الأربعين (حي)
حي الأربعين، وهو من أعرق الأحياء بمحافظة السويس في مصر، ويعتبر ذو كثافة عالية من السكان وسمى بهذا الاسم لوجود مسجد سيدى الأربعين به ويضم في داخله عدة مناطق تسمى كفور وهي: كفر كامل-كفرأبو العز_ كفر النجار- كفر محمد سلامة- كفر سليم الحي- كفرالعرب - كفر جليدان- كفرشار- كفر عقدة- كفرأحمد عبده القديم - كفرأحمد عبده الجديد- كفر البيدوي-منطقة المثلث _ ومنطقة اليهودية- منطقة حوض الروض - منطقة العبور- منطقة الإيمان- منطقة السادات.
ويعتبر شارع أحمد عرابي وشارع الجيش من أقدم شوارع حي الأربعين ومحافظة السويس عامة كما يعتبر شارع زين العابدين من أشهر الشوارع حيث انة يربط عدة كفور مع بعضها..فهو يربط شارع ترعة المغربي بمنطقة حوض الروض..وكذلك يعتبر شارع سوهاج وشارع صدقي وشارع أحمد عرابى من أكبر الشوارع التجارية في حي الأربعين.وكذلك شارع النيل وشارع الباسل والمعروفين معاَ بشارع الترعة وشارع الغوري..وشارع سلامة الغربي.وهذه الشوارع تعتبر من الشوارع الرئيسية المعروفة في حي الأربعين.
وأغلب هذة الأسماء كانت لاشخاص كانت لهم ارتباط بتلك المناطق حيث كانت ارض زراعية قبل بيعها وتحويلها لمناطق سكنية..أو انهم أول اشخاص سكنوا تلك المناطق.
غالبية سكان حي الأربعين من أصول صعيدية أي ينتمون في الأصل إلى محافظات صعيد مصر وأتوا إلى السويس سعياً وراء الرزق وهم أصحاب أعراف وتقاليد حميدة وأصحاب مروءة وأخلاق حميدة وكذلك بعض السكان من الوجه البحري وأتوا إلى السويس سعياً وراء الرزق وهم كذلك أصحاب عادات وتقليد حميدة تنم عن أصالة الشعب المصري.وهي صفة أهل السويس حيث توصف السويس بانها بلدالغريب.